# Гуцисько (гміна Слупія Конецька)
Гуцисько (пол. Hucisko) — село в Польщі, у гміні Слупія Конецька Конецького повіту Свентокшиського воєводства.
Населення — 95 осіб (2011).

## Демографія
Демографічна структура на день 31 березня 2011 року:
|          | Загалом | Допрацездатний вік | Працездатний вік | Постпрацездатний вік |
| -------- | ------- | ------------------ | ---------------- | -------------------- |
| Чоловіки | 54      | 14                 | 34               | 6                    |
| Жінки    | 41      | 6                  | 21               | 14                   |
| Разом    | 95      | 20                 | 55               | 20                   |